# Rém
Rém (kroatiska: Rim) är en ort (by) i provinsen Bács-Kiskun i södra Ungern. Orten har 1 155 invånare (2024), på en yta av 39,93 km². Den ligger cirka 16,5 kilometer nordost om Baja.